# Takeo Miki
Takeo Miki (三木 武夫 Miki Takeo?, n. 17 martie 1907, Gosho⁠(d), Prefectura Tokushima, Japonia – d. 14 noiembrie 1988, Chiyoda, Tōkyō, Japonia) a fost un politician japonez care a îndeplinit funcția de prim-ministru al Japoniei din 1974 până în 1976. A încercat să reformeze instituțiile și practicile politice japoneze.

## Biografie

### Educație

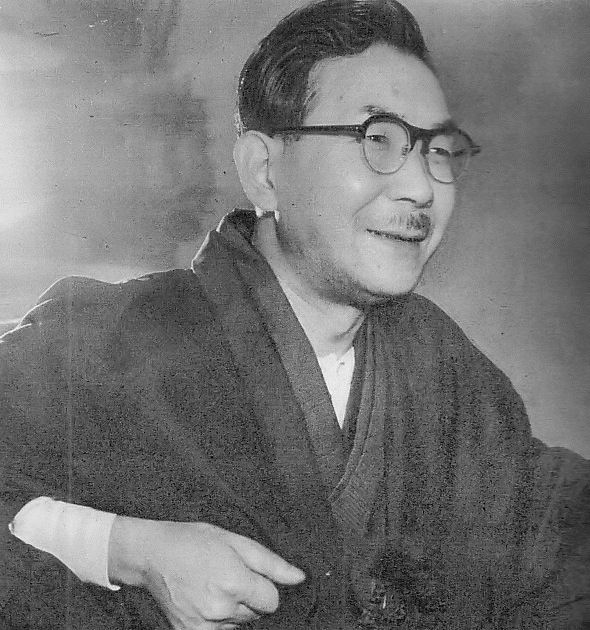
Takeo Miki (毎日グラフ, 毎日新聞社), 10 martie 1952

S-a născut în orașul Awa din prefectura Tokushima (insula Shikoku) și a absolvit Facultatea de Drept a Universității Meiji din Tokyo. El a urmat apoi cursuri la University of Southern California din Los Angeles și a obținut un titlul de doctor honoris causa al instituției în 1966.

### Începuturile carierei politice
Miki a fost ales în Dieta Japoniei în 1937, la vârsta de 30 de ani, și a deținut 19 mandate consecutive în următorii 51 de ani până la moartea sa, care a avut loc în 1988. La alegerile generale din 1942 a candidat ca reprezentant al opoziției față de guvernul militar condus de Hideki Tojo și a reușit, cu toate acestea, să câștige un mandat de deputat; eforturile sale în acest moment au fost asistate de Kan Abe, bunicul viitorului prim-ministru Shinzō Abe. După război a fost unul dintre fondatorii Partidului Cooperativa Națională (Kokumin Kyōdōtō) și a fost ales secretar general al organizației (1947); partidul său a intrat apoi într-o coaliție guvernamentală de trei partide și Miki a îndeplinit funcția de ministru al comunicațiilor în guvernul condus de Katayama Tetsu (1 iunie 1947 - 10 martie 1948).
La începutul anilor 1950 a ocupat funcții de conducere în Partidul Național Democratic și în Partidul Reformist. A fost ministru al transporturilor în al doilea guvern condus de Ichirō Hatoyama (19 martie - 22 noiembrie 1955) și apoi secretar general al Partidului Liberal Democratic (1956-1957 și 1964-1965). Ulterior a îndeplinit funcțiile de director al Agenției de Planificare Economică (1958), ministru de stat, șef al Agenției pentru Știință și Tehnologie (12 iunie – 31 decembrie 1958, 18 iulie 1961 – 18 iulie 1962), ministru al industriei și comerțului internațional (1965–1966) și ministru al afacerilor externe (3 decembrie 1966 – 28 octombrie 1968). După renunțarea lui Eisaku Satō la funcția de prim-ministru, Takeo Miki a devenit viceprim-ministru (29 august 1972 – 12 iulie 1974) și ministru al mediului (22 decembrie 1972 – 12 iulie 1974) în guvernul condus de Kakuei Tanaka, dar a demisionat la 12 iulie 1974, împreună cu ministrul de finanțe Takeo Fukuda, nemulțumit de conducerea lui Tanaka.

### Prim-ministru al Japoniei
În anii 1960 Takeo Miki a fondat propria sa facțiune, împreună cu Kenzō Matsumura, și a susținut o serie de idei progresiste: normalizarea relațiilor cu China (contrar opiniei principale a Partidului Liberal Democratic) și constituirea unor organizații regionale în zona Bazinului Pacific. A concurat fără succes de trei ori (1968, 1970, 1972) la postul de președinte al PLD, fiind ales președinte la 4 decembrie 1974, după demisia lui Tanaka și prin medierea bătrânului Shiina Etsusaburō.
Promovarea lui Miki s-a datorat mai ales reputației sale de om politic onest, precum și faptului că avea în spatele său o mică facțiune, ceea ce-l făcea să fie conciliant. Miki a preluat funcția de prim-ministru de la Kakuei Tanaka la 9 decembrie 1974, în urma implicării acestuia din urmă într-un scandal de corupție. De fapt, el nu era deloc pregătit să fie prim-ministru, așa cum a ieșit în evidență atunci când la alegerea sa el a murmurat că a fost „un trăsnet din senin”. După ce a fost ales, Miki a încercat să reformeze Partidul Liberal Democrat, dispunând investigarea fără cruțare a acuzațiilor de luare de mită formulate la adresa unor lideri ai partidului în scandalul Lockheed, controlul strâns al donațiilor politice și curățarea partidului de membrii corupți, ceea ce i-a adus un număr mare de dușmani în cadrul partidului. A susținut reformarea sistemului educațional și a elaborat un nou plan al apărării naționale în 1975, care a avut la bază alocarea a 1% din PIB pentru apărare.
În timpul participării la funeraliile lui Eisaku Sato în 1975, Miki a fost lovit în față cu pumnul de Hiroyoshi Fudeyasu, secretarul general al Partidului Patriotic al Japoniei Mari, în prezența unor demnitari străini. Acest atac a generat critici la adresa Poliției Mitropolitane din Tokyo pentru că nu a făcut suficient pentru a-i asigura siguranța.
Vederile sale reformiste au intrat în conflict cu vederile altor lideri ai partidului, iar o campanie intitulată literalmente „Jos Miki” („Miki oroshi”) a fost demarată de conducătorii unor facțiuni influente. În ciuda popularității personale a lui Miki în fața publicului, scandalul Lockheed a erodat puternic reputația partidului, care a pierdut majoritatea parlamentară în alegerile pentru Dietă din 1976 și a trebuit să încheie înțelegeri cu partide mici pentru a rămâne la putere. Ca urmare a acestor rezultate slabe, Miki a fost forțat să demisioneze și i-a succedat în funcția de prim-ministru, la 24 decembrie 1976, Takeo Fukuda.

## Diverse

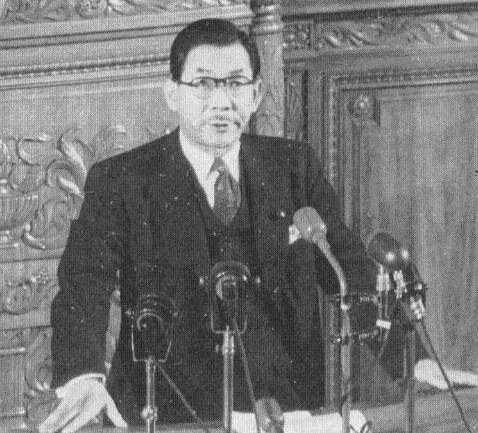
Takeo Miki (1951)

În ultimele zile ale sale, Mao Zedong s-a interesat foarte mult de situația politică a lui Miki, întrucât Miki era victima unei lovituri de stat în propriul partid. Mao nu-l întâlnise niciodată pe Miki și nici nu arătase până atunci vreun interes față de el.
Jucătorul NFL Takeo Spikes a fost numit după Miki.

### Legătura cu Seattle
Pentru a comemora legăturile Japoniei cu America și, în special, cu Seattle, Miki a trimis 1.000 de cireși la Seattle pentru a comemora Bicentenarul Statelor Unite în 1976. Acest cadou a dat naștere Festivalului Florii de Cireș din Settle, care încă se mai desfășoară în fiecare an.

### Termen de argou
În Hong Kong, numele „Takeo Miki” (三木武夫), care înseamnă în chineză „trei lemne”, este folosit uneori pentru a descrie actori sau actrițe cu interpretări inexpresive în cadrul filmelor sau serialelor de televiziune. Unii au spus că originea acestui termen de argou s-ar datora figurii inexpresive a lui Miki în timpul aparițiilor sale în reportajele de știri.

## Galerie
- Memorandum de conversație, sala de mese a Casei Albe, 30 iunie 1976